# Тепловий міст
Тепловий міст, який також називають холодним мостом, гарячим мостом або тепловим байпасом — це ділянка або складова об'єкта, яка має більш високу теплопровідність, 

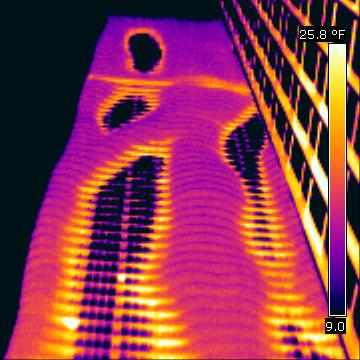
Це теплове зображення показує тепловий міст висотної будівлі (Aqua в Чикаго)

за навколишні матеріали та створює шлях найменшого опору для проведення тепла. Теплові мости призводять до загального зниження теплового опору споруди. Цей термін часто обговорюється в сенсі теплової оболонки будівлі, де теплові мости призводять до передавання тепла в кондиціонований простір або з нього.
Теплові мости в будинках можуть впливати на кількість енергії, потрібної для обігріву та охолодження корисного простору, спричиняти конденсацію (вологу) в оболонці будівлі і призводити до теплового дискомфорту. У більш холодних кліматичних умовах (наприклад, в Україні) теплові мости можуть призвести до додаткових втрат тепла та вимагати додаткової енергії для пом'якшення цього.
Існують способи зменшення або запобігання утворенню теплового мосту, такі як обмеження кількості будівельних елементів, що простягаються від зовнішнього до кондиціонованого простору, та застосування безперервних ізоляційних матеріалів задля створення теплових розривів.

## Вступ
Передавання тепла відбувається завдяки трьом механізмам: конвекції, випроміненню та провідності. Тепловий міст — приклад передавання тепла через провідність. Швидкість передавання тепла залежить від теплопровідності матеріалу та різниці температур, що виникають з обох боків теплового мосту. За наявності різниці температур, тепловий потік піде шляхом найменшого опору крізь матеріал з найбільшою теплопровідністю і найнижчим тепловим опором; цей шлях є тепловим мостом. Тепловий міст змальовує становище в будівлі, коли існує прямий зв’язок зовнішнього та внутрішнього середовищ через один або кілька складників споруди, які мають більшу теплопровідність, ніж решта оболонки будівлі.

## Визначення теплових мостів
Дослідження будівель на теплові мости, проводяться за допомогою пасивної інфрачервоної термографії (IRT) відповідно до вимог Міжнародної організації зі стандартизації (ISO). Інфрачервона термографія будинків може показувати теплові сигнали, які вказують на витік тепла. Ефект спадної тіні — становище, коли навколишнє середовище кидає тінь на фасад будівлі, може призвести до можливих питань щодо точності вимірювань, через непостійний вплив сонця на фасад. Альтернативний спосіб аналізу — Ітеративну фільтрацію (ІФ), може бути використано для вирішення цієї проблеми.
У всіх термографічних оглядах будівель, інтерпретація теплового зображення, якщо вона виконується оператором-людиною, передбачає високий рівень суб'єктивності та досвіду оператора. Автоматизовані підходи до аналізу, такі як технології лазерного сканування, можуть забезпечити теплове зображення на 3-х мірних поверхнях САПР та метричну інформацію для термографічного аналізу. Дані температури поверхні в 3D-моделях, дозволяють визначати та вимірювати теплові нерівності теплових мостів та витоків ізоляції. Тепловізійні зображення також, може бути отримано за допомогою використання безпілотних літальних апаратів (БПЛА), накладанням теплових даних з декількох камер та платформ. БПЛА використовує інфрачервону камеру для формування зображення теплового поля із записаними значеннями температури, де кожен піксель являє собою випромінювану енергію, випущену поверхнею будівлі.